# Rhamdia parryi
Rhamdia parryi es una especie de pez de la familia Heptapteridae en el orden de los Siluriformes.

## Hábitat
Es un pez de agua dulce.

## Distribución geográfica
Se encuentran en Centroamérica: vertiente Océano Atlántico desde el río Tapanatepec (México) hasta el sur de Guatemala.